# Fredrik Ljungkvist

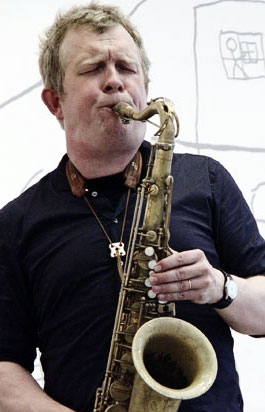
Fredrik Ljungkvist

Fredrik Ljungkvist (* 29. November 1969 in Kristinehamn) ist ein schwedischer Jazzmusiker (Saxophone, Klarinette, Komposition).

## Leben und Wirken
Ljungkvist, Sohn eines Saxophonisten, wuchs in einer am Jazz orientierten Umgebung auf und studierte ab 1989 an der Königlichen Musikakademie in Stockholm. Er spielte mit einigen der bedeutendsten Bands der Stadt wie der Fredrik Norén Band, der Gruppe von Lina Nyberg (mit der er verheiratet ist) und der Band von Per „Texas“ Johansson, bevor er 1993 das Fredrik Ljungkvist Quartet gründete. 2005 entstand Yun Kan 5.
Er arbeitete mit Musikern wie Anders Jormin, Raymond Strid und Mats Gustafssons Fire! Orchestra (Exit!, 2013), Marc Ducret, John Taylor, Axel Dörner sowie Cecilia Persson und trat als Mitglied der Band von Ken Vandermark in Europa und den USA auf. Richtig bekannt geworden ist Ljungkvist mit der schwedisch-norwegischen Gruppe Atomic, für die er einen wesentlichen Teil des Programms schreibt. Seine kompositorischen Fähigkeiten stellt er aber auch in einem eigenen, (mit zwei Schlagzeugen und Bassinstrumenten) ungewöhnlich besetzten Tentett, Yun Kan 10, unter Beweis. Zu hören ist er u. a. auf Dennis Egberths Album The Dennis Egberth Dynasty (2025).
2011 wurde Ljungkvist mit dem Jazzpreis der Königlich Schwedischen Musikakademie ausgezeichnet.

## Diskographische Hinweise
- Fallin Papers (Dragon Records, 1995; mit Filip Augustson, Torbjörn Gulz)
- Walk, Stop. Look and Walk (Crazy Wisdom, 2000; mit Johan Berthling, Raymond Strid)
- Fungus (Moseroble, 2003; mit Johan Berthling, Raymond Strid)
- Yun Kan 12345 (Caprice, 2004; mit Klas Nevrin, Per Åke Holmlander, Mattias Welin, Jon Fält)
- Ken Vandermarks Territory Band: New Horse for the White House (Okka Disk, 2004)
- Yun Kan 5: Badaling (2007)
- Yun Kan 10: Ten (Hoob Jazz, 2013; mit Sofia Jernberg, Mats Äleklint, Per Åke Holmlander, Klas Nevrin, Mattias Risberg, Katt Hernandez, Mattias Welin, Jon Fält, Raymond Strid)
- Fredrik Ljungkvist, Mattias Risberg: And Now The Queen: A Tribute to Carla Bley (Lilalo, 2016; sowie mit Lina Nyberg)
- Milder / Ljungkvist / Landæus / Augustson / Rundqvist: The Music of Anders Garstedt (Moserobie, 2018)
- Fredrik Ljungkvist – Kris Davis – Ole Morten Vågan – Øyvind Skarbø: Inland Empire (Clean Feed Records, 2020)
- Mats Gustafsson & Fire! Orchestra: Echoes (Rune Grammofon, 2023)
- Fredrik Ljungkvist, Emil Strandberg, Joe Williamson, Dennis Egberth: OIL (2024)
- Littorina Saxophone Quartet: Leaking Pipes (NoBusiness, 2025), mit Maria Faust, Mikko Innanen, Liudas Mockūnas